# IRA de la Continuïtat
L'Exèrcit republicà irlandès de la continuïtat (anglès: Continuity Irish Republican Army CIRA Continuity Army Council) és una organització paramilitar republicana irlandesa l'objectiu de la qual és d'acabar amb l'statu quo d'Irlanda del Nord en el si del Regne unit i crear una Irlanda unida.
L'organització es troba a les llistes d'organitzacions terroristes dels Estats Units i del Regne Unit i del Canadà i ho era fins a 2009 a les de la de la Unió Europea però ja no hi apareix el 2010. L'IRA de la Continuïtat es va formar el 1986 a partir d'una escissió de l'IRA Provisional. Seria la branca militar del Sinn Féin Republicà, malgrat els desmentiments dels líders del partit. Aquest grup és responsable de la mort d'un policia prop de Belfast durant el mes de març del 2009 així com de nou ferits en 15 anys d'atemptats.